# أليكس براون (لاعب كرة قدم)
أليكس براون (بالإنجليزية: Alex Brown)‏ (21 نوفمبر 1914 في المملكة المتحدة - 8 أغسطس 2006 في المملكة المتحدة) هو لاعب كرة قدم بريطاني (وحمل سابقاً جنسية المملكة المتحدة لبريطانيا العظمى وأيرلندا) في مركز الهجوم. لعب مع شروزبري تاون ونادي تشيسترفيلد ونادي هارتلبول يونايتد ونادي بليث سبارتانز ونادي غيتزهد ونادي مانسفيلد تاون ونادي أشينغتون ‏ ودارلينجتون إف سى.